# Sfida al presidente - The Comey Rule
Sfida al presidente - The Comey Rule (The Comey Rule) è una miniserie televisiva drammatica politica, basata sul libro A Higher Loyalty: Truth, Lies, and Leadership dell'ex direttore dell'FBI James Comey. La miniserie vede Jeff Daniels nei panni di Comey e Brendan Gleeson nei panni del presidente Donald Trump. La miniserie in due parti è andata in onda il 27 e il 28 settembre 2020 su Showtime.

## Trama
La serie segue il direttore dell'FBI James Comey nel periodo precedente le elezioni del 2016 e successivamente nei primi mesi della presidenza di Donald Trump.
Nel 2015, Comey chiede a Mark Giuliano di rimanere come vicedirettore dell'FBI per guidare l'indagine "Midyear" sul server di posta elettronica privata di Hillary Clinton.
L'inchiesta "Crossfire Hurricane" sui legami tra gli associati di Trump e i funzionari russi, nel 2016 è incentrata su George Papadopoulos, un consulente della campagna Trump. Durante l'episodio si dice che il GRU abbia reclutato Carter Page come risorsa e che Paul Manafort sia sul libro paga degli oligarchi russi Oleg Deripaska e Dmytro Firtash. L'indagine porta prove non confermate che il governo russo aveva informazioni dannose su Donald Trump quando soggiornò al Ritz-Carlton Hotel di Mosca nel 2013.
Dopo aver chiuso l'indagine di "Midyear" nel luglio 2016, l'ufficio di Comey riapre le indagini perché alcune e-mail del server di Hillary Clinton si presentano in un nuovo scandalo di sexting sul computer portatile di Anthony Weiner.
Il primo episodio si conclude con la notizia che Hillary Clinton chiama Donald Trump per concedergli l'elezione.
Nel secondo episodio, i capi della comunità di intelligence dicono a Barack Obama che la Russia vuole un amichevole Donald Trump alla Casa Bianca per far crollare la NATO, porre fine all'accordo sul nucleare iraniano, consentire le trivellazioni petrolifere nell'Artico, creare un percorso per l'invasione turca contro i curdi, iniziare una guerra commerciale con la Cina, e soprattutto seminare discordia in occidente.
L'ambasciatore russo Sergey Kislyak fa pressioni su Michael Flynn per porre fine alle sanzioni economiche contro la Russia dopo che Obama ha espulso 35 diplomatici russi e annunciato ulteriori sanzioni contro la Russia. Dopo le elezioni del 2016, James Clapper e altri capi dell'intelligence discutono del dossier Steele con Obama durante un briefing alla Casa Bianca.
Dopo l'elezione di Trump nel 2016, i capi dell'intelligence statunitense si incontrano con la campagna Trump nella Trump Tower di New York per affermare che gli agenti del governo russo stanno usando falsi account di social media su YouTube, Facebook, Twitter e Instagram per duplicare la propaganda pro-Trump su Russia Today e Sputnik Radio. Comey accusa anche i russi di attaccare il processo di voto stesso. L'FBI intercetta cinque telefonate durante le quali è stata discussa la risoluzione delle sanzioni mentre Mike Pence dice a "Face the Nation" che le telefonate tra Kislyak e Flynn riguardavano l'espressione delle condoglianze per l'Incidente del Tupolev Tu-154 dell'Aeronautica Militare Russa del 2016.
Trump ospita Comey per una cena privata alla Casa Bianca; durante l'incontro, Trump chiede lealtà. Successivamente, Trump licenzia Sally Yates. Trump dice a Comey di non aver dato "un miliardo di dollari all'Iran come ha fatto Obama". Trump continua chiedendo a Comey di sospendere l'indagine dell'FBI su Michael Flynn.
Il secondo episodio si conclude con il licenziamento di Comey insieme alle dimissioni, ri-assegnazioni e pensionamenti di diversi funzionari dell'FBI e del DOJ.

## Puntate
| nº | Titolo originale | Titolo italiano | Prima TV originale | Prima TV Italia |
| -- | ---------------- | --------------- | ------------------ | --------------- |
| 1  | Night One        | Prima notte     | 27 settembre 2020  | 12 ottobre 2020 |
| 2  | Night Two        | Seconda notte   | 28 settembre 2020  | 13 ottobre 2020 |

## Personaggi e interpreti

### Principali
- James Comey, interpretato da Jeff Daniels, doppiato da Angelo Maggi
- Donald Trump, interpretato da Brendan Gleeson, doppiato da Edoardo Siravo.
- Sally Yates, interpretata da Holly Hunter, doppiata da Roberta Paladini.
- Andrew McCabe, interpretato da Michael Kelly, doppiato da Marco Baroni.
- Patrice Comey, interpretata da Jennifer Ehle, doppiata da Francesca Fiorentini.
- Rod Rosenstein, interpretato da Scoot McNairy, doppiato da Gianfranco Miranda.
- James Clapper, interpretato da Jonathan Banks, doppiato da Luca Biagini.
- Lisa Page, interpretata da Oona Chaplin, doppiata da Mariagrazia Cerullo.
- Trisha Anderson, interpretata da Amy Seimetz, doppiata da Angela Brusa.
- Peter Strzok, interpretato da Steven Pasquale, doppiato da Gabriele Sabatini.

### Ricorrenti
- Robert Mueller, interpretato da Peter Coyote
- Michael Flynn, interpretato da William Sadler, doppiato da Antonio Sanna.
- Reince Priebus, interpretato da T. R. Knight, doppiato da Stefano Brusa.
- Barack Obama, interpretato da Kingsley Ben-Adir, doppiato da Jacopo Venturiero.
- Mark Giuliano, interpretato da Brian d'Arcy James, doppiato da Simone D'Andrea.
- Jim Baker, interpretato da Steve Zissis, doppiato da Alessandro Budroni.
- Bill Priestap, interpretato da Shawn Doyle, doppiato da Andrea Lavagnino.
- Chuck Rosenberg, interpretato da Richard Thomas
- Jim Rybicki, interpretato da Seann Gallagher
- Jeh Johnson, interpretato da Damon Gupton
- Jeff Sessions, interpretato da Joe Lo Truglio, doppiato da Gabriele Vender.
- Loretta Lynch, interpretata da Michael Hyatt, doppiata da Laura Boccanera.

## Produzione
Nell'ottobre 2019 è stato annunciato che Billy Ray avrebbe scritto e diretto una miniserie prodotta da CBS Television Studios che avrebbe adattato l'autobiografia di James Comey A Higher Loyalty, con Jeff Daniels nel ruolo di Comey. Brendan Gleeson avrebbe interpretato Donald Trump, e Peter Coyote nel ruolo di Robert Mueller. Ray ha incontrato Comey più volte nel corso di un anno per preparare la serie. Le riprese sono iniziate a Toronto nel novembre 2019. Il budget della serie è stato calcolato come $40 milioni.
Nel giugno 2020, è stato rivelato il vero nome della serie The Comey Rule e la composizione da due episodi, per un totale di quattro ore. Lo spettacolo doveva essere presentato in anteprima su Showtime dopo le elezioni presidenziali degli Stati Uniti del 2020. Tuttavia, a seguito delle critiche di Ray riguardo alla messa in onda, la serie è stata riprogrammata per la première nell'arco di due notti, a partire dal 27 settembre 2020. Nel Regno Unito, la serie è andata in onda in quattro parti su Sky Atlantic il 30 settembre 2020. Inoltre, la serie è andata in onda su WOWOW in Giappone e tradotta in giapponese il 1º novembre 2020.

## Accoglienza
Nell'aggregatore di recensioni Rotten Tomatoes, la serie detiene un indice di approvazione del 68% sulla base di 32 recensioni, con una valutazione media di 6,12/10. Il sito critici consenso si legge, "Nonostante alcune prestazioni impressionanti, l'approccio caotico agli eventi attuali di The Comey Rule chiarisce molto poco, confondendo ulteriormente i fatti senza aggiungere molta comprensione." Su Metacritic, ha un punteggio medio ponderato di 58 su 100, basato su 28 critici, indicando "recensioni miste o medie".